# Accidentul de autocar din Verona din 2017
Accidentul de autocar din Verona din 2017 a fost un accident rutier care a avut loc în jurul miezului nopții, în noaptea de 20 spre 21 pe ianuarie 2017 autostrada A4 la San Martino Buon Albergo, în apropiere de Verona, Italia. Un autocar care transporta 56 de persoane, dintre care mai mulți elevi maghiari de liceu și profesorii lor, care se întorceau dintr-o călătorie de schi în Franța, s-a ciocnit de parapeții autostrăzii, apoi de un cap de pod după care a luat foc. 
Dintre victime, 16 persoane au fost ucise și cel puțin 26 au suferit răni grave. Unele dintre corpurile victimelor au fost arse dincolo de recunoaștere, iar echipa de anchetă a trebuit să ia mostre de ADN părinților victimelor decedate pentru a putea fi identificate trupurile. Una dintre victimele grav rănite a suferit arsuri de gradul trei. Accidentul este al doilea cel mai grav accident de autocar produs în străinătate care implică cetățeni maghiari după Accidentul din Deutschlandsberg din 1999 în care 18 persoane au fost ucise.
Cauzele exacte ale accidentului nu sunt încă cunoscute.

## Accidentul
Autobuzul transporta elevii de liceu la Liceul Szinyei Merse Pál⁠(hu)[traduceți] din Budapesta întorcându-se dintr-o excursie la ski în Franța.
Autocarul de tip Setra S317 GT-HD se afla pe Autostrada A4 în dreptul loclității San Martino Buon Albergo, lângă Verona, când, din motive încă necunoscute, vehiculul s-a ciocnit de parapeții autostrăzii, iar apoi s-a izbit într-un cap de pod, iar apoi a luat foc. Coliziunea a zdrobit partea dreaptă a autocarului până la ușa din mijloc și imediat s-a pornit un incendiu din cauza combustibilului. Cu ușa din față blocată, cu ușa din mijloc blocată de capul de pod, supraviețuitorii au trebuit să spargă geamurile de pe partea stângă a autocarului pentru a scăpa. Cei mai mulți oameni de la bord au adormit la momentul incidentului. Cautati la fotografiile de salvare tehnică a epavei, Totalcar a speculat că cele mai multe dintre victime au murit pe loc în momentul accidentului. Un profesor de educație fizică a revenit la epva autocarului de mai multe ori pentru a salva studenții. El și-a pierdut ambii copii ai săi în accident, și a suferit arsuri pe spate în timpul salvării. Au existat rapoarte că în alt șofer de camion a observat "ceva în neregulă" cu unul dintre roțile autocarului, și fum negru care venea din spatele autocarului. Autoritățile italiene au găsit urme de frânare la locul accidentului.

## Victimele
La bordul autocarului de călătorit la 56 de persoane, conform listei de pasageri. Marea majoritate a pasagerilor au fost elevi de la liecul din Buda pesta, în special elevi cu vârste cuprinse între 14 și 18 ani. 
Accidentul, potrivit primelor informatii, șapte persoane au fost ucise pe loc.
Un jucător al clubului de fotbal Dunakeszi Kinizsi Futsal Club este printre victime.
Tot în accidentul a murit și un jucător de treizeci de ani de la clubul profesionist de hochei England Patriots și sora lui în vârstă de optsprezece ani. 
Profesorul de educație fizică și soția sa au supraviețuit tragediei. 
De asemenea un profesor periodic de istorie, a fost ucis în accident. 
12 persoane au fost grav rănite. În afară de acestea, alți 13 au suferit răni ușoare, în total sunt 26 de victime.
Răniții au fost transportați la trei spital din apropiere.

## Reacții
Poliția ungară și Serviciul de ambulanță maghiar au trimis o echipă în Italia ca să asiste la investigațiile accidentului și ca să ajute supraviețuitoorii. Pentru a consola psihic supraviețuitorii după catastrofă, mai mulți psihologi maghiariau ajuns la Verona.
Guvernul ungar a declarat ca ziua de 23 ianuarie să fie doliu național. În acea zi, steagul național de pe Parlamenul Ungariei a fost coborât în bernă și înlocuit cu altul de culoare neagră.
Sute de elevi de liceu, părinți și rude ale victimelor au depus câte o lumânare în fața liceului.

### Condoleanțe
În ceea ce privește tragedia, sincere condoleanțe și-au exprimat, printre altele :
- Janos Ader , Președinte al Republicii Ungare
- Vladimir Putin , presedintele Rusiei
- Viktor Orban , premierul Ungariei
- Paolo Gentiloni , prim - ministru al Italiei
- Angela Merkel , cancelarul Germaniei
- Alexander Vučić , Primul Ministru al Serbiei
- Jean-Claude Juncker , Președintele Comisiei Europene
- Antonio Tajani , The Parlamentul European Președintele
- Péter Szíjjártó , ministrul de externe al Ungariei
- Miroslav Lajčák , ministrul de externe al Slovaciei
- István Tarlós , primarul orașului Budapesta